# قرار مجلس الأمن التابع للأمم المتحدة رقم 60
قرار مجلس الأمن التابع للأمم المتحدة رقم 60، الصادر في 29 أكتوبر 1948، قرر إنشاء لجنة فرعية تتكون من المملكة المتحدة وجمهورية الصين وفرنسا وبلجيكا وجمهورية أوكرانيا الاشتراكية السوفياتية للنظر في جميع التعديلات والتنقيحات التي تم اقتراحه على مشروع القرار المنقح الثاني الوارد في الوثيقة S / 1059 / Rev. 2 وإعداد مشروع قرار منقح بالنيابة عن المجلس.
وقد اعتمد القرار بدون تصويت.